# Île Lougheed
Pour les articles homonymes, voir Lougheed.
L'île Lougheed (en anglais : Lougheed Island) est une île située dans le Centre-Ouest des îles de la Reine-Élisabeth, au nord-est de l'île Melville dans le territoire du Nunavut au Canada. L'île est un désert rocheux inhabité d'une superficie de 1 308 km2. Elle fait partie du groupe de Findlay.

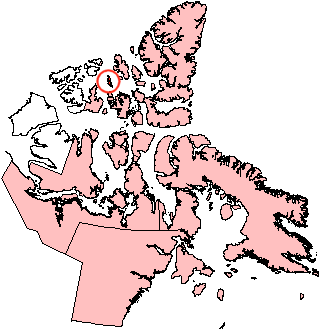
Île Lougheed dans l'archipel arctique canadien